# Lebensmittelampel

Beispiel einer Ampelkennzeichnung

Die Lebensmittelampel ist eine Ampelkennzeichnung auf Lebensmittelverpackungen, die leicht verständlich den Gehalt an gesundheitsrelevanten Nährstoffen wie Fetten, gesättigten Fettsäuren, Zucker und Salz signalisieren soll.

## Prinzip
Ausgewiesen werden jeweils der Gehalt an Fett, gesättigten Fettsäuren, Zucker und Salz. Die Kennzeichnung erfolgt einerseits farblich in den Farben Grün für einen niedrigen, Gelb für einen mittleren und Rot für einen hohen Gehalt. Zusätzlich werden die Werte beziffert. Da mehr als drei Zeichen ausgewiesen werden, handelt es sich um eine multiple Ampel. Sie soll gut sichtbar auf der Vorderseite der Verpackung angebracht werden. Die Werte der folgenden Tabellen zeigen die gemeinsamen Empfehlungen der britischen Behörden Department of Health und Food Standards Agency. Sie beziehen sich auf jeweils 100 Gramm (g) beziehungsweise 100 Milliliter (ml) eines Produkts.
| Inhaltsstoff          | Grün (niedriger Gehalt) | Gelb (mittlerer Gehalt)  | Rot (hoher Gehalt) |
| --------------------- | ----------------------- | ------------------------ | ------------------ |
| Fett                  | weniger als 3 g         | zwischen 3 g und 17,5 g  | mehr als 17,5 g    |
| gesättigte Fettsäuren | weniger als 1,5 g       | zwischen 1,5 g und 5 g   | mehr als 5 g       |
| Zucker                | weniger als 5 g         | zwischen 5 g und 22,5 g  | mehr als 22,5 g    |
| Salz                  | weniger als 0,3 g       | zwischen 0,3 g und 1,5 g | mehr als 1,5 g     |

| Inhaltsstoff          | Grün (niedriger Gehalt) | Gelb (mittlerer Gehalt)    | Rot (hoher Gehalt) |
| --------------------- | ----------------------- | -------------------------- | ------------------ |
| Fett                  | weniger als 1,5 g       | zwischen 1,5 g und 8,75 g  | mehr als 8,75 g    |
| gesättigte Fettsäuren | weniger als 0,75 g      | zwischen 0,75 g und 2,5 g  | mehr als 2,5 g     |
| Zucker                | weniger als 2,5 g       | zwischen 2,5 g und 11,25 g | mehr als 11,25 g   |
| Salz                  | weniger als 0,3 g       | zwischen 0,3 g und 1,5 g   | mehr als 1,5 g     |

Da bei den meisten Produkten nur der Natriumgehalt angegeben wird, kann der Salzgehalt nach Angabe der FSA durch die Multiplikation des Natriumgehaltes mit 2,5 ermittelt werden. Der Salzgehalt wird mit 0 g angegeben, wenn der Natriumgehalt weniger als 0,03 g bei 100 g oder 100 ml beträgt. Bei einem Gehalt an Fett beziehungsweise gesättigten Fettsäuren unter 0,1 g bei 100 g oder 100 ml wird ebenfalls der Gehalt mit 0 g angegeben. Bei Milcherzeugnis-/Joghurtgetränken werden bei der Einstufung der Nährwertgehalte die Kriterien der Lebensmittel zugrunde gelegt.

## Hintergrund
Um der Fehlernährung in der Bevölkerung entgegenzuwirken, wurde von Parteien und Einrichtungen innerhalb verschiedener europäischer Länder eine leicht verständliche Kennzeichnung der Lebensmittelverpackungen gefordert. Diese sollte es dem Verbraucher ermöglichen, schon vor dem Erwerb zu erkennen, ob das Produkt bestimmte Grenzen von Nährstoffgehalten überschreitet und so zu einer ungesunden Ernährung beiträgt.
Dazu wurde die sogenannte „Ampel“ eingeführt. Erstmals 2004 in Großbritannien durch die FSA eingesetzt, kennzeichnet sie den Gehalt von verschiedenen Nährstoffen mit den bekannten Farben einer Ampel. Ist beispielsweise in einem Produkt überdurchschnittlich viel Zucker enthalten, wird der Begriff Zucker rot hinterlegt. Entsprechend werden die Farben Gelb und Grün verwendet.

## Resonanz und Effekte

### Wissenschaftliche Veröffentlichungen

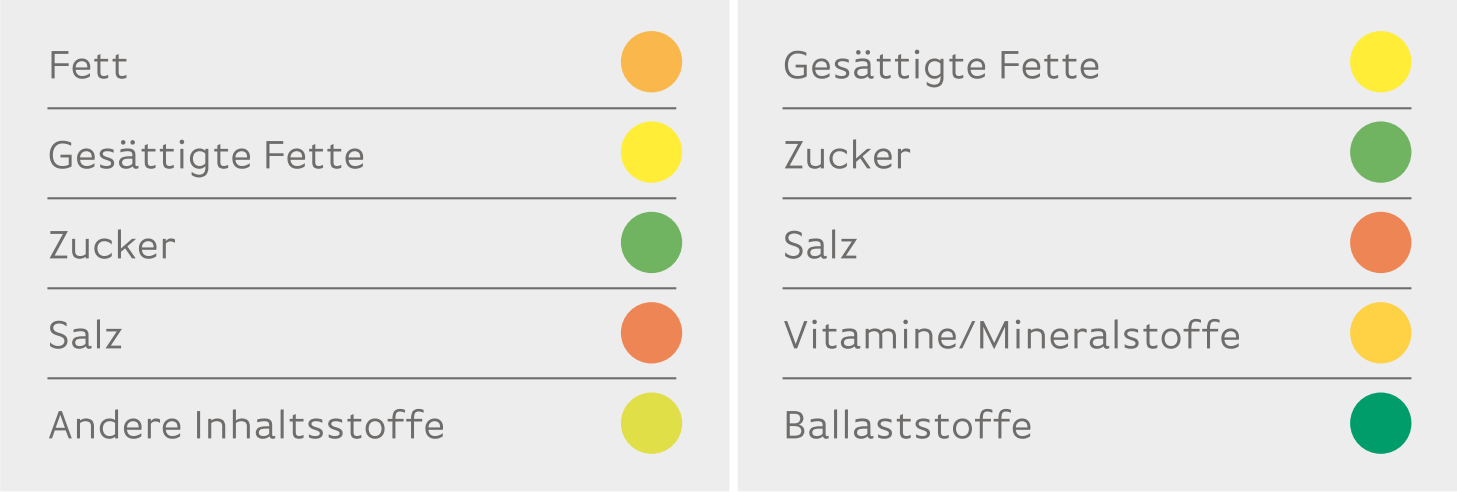
Modifizierte Ampelkennzeichnung am Beispiel einer Vollkornpizza Margherita

Laut mehreren Reviews mangelt es an erforschten Erkenntnissen darüber, wie Lebensmittelkennzeichnungen in alltäglichen Einkaufssituationen von den Konsumenten allgemein genutzt werden. Eine Untersuchung aus dem Vereinigten Königreich fand in vier Wochen nach der Einführung die Ampel keine messbare veränderte Wirkung auf den Konsum der Nahrung und empfahl aufgrund der geringen Menge an untersuchter Nahrung weitere Studien, um Erkenntnisse über die Ampelwirkung zu gewinnen.
Mediziner des Massachusetts General Hospital markierten die Speisen in der dortigen Cafeteria entsprechend der Gesundheit mit rot, gelb und grün. Ein halbes Jahr später zeigte sich, dass die Kunden deutlich öfter mit „grün“ markierte Speisen wählten und diese Gewohnheit weiterhin anhalte.
Wissenschaftler des Leibniz-Instituts IAMO und der Martin-Luther-Universität Halle-Wittenberg schlugen eine verbesserte Ampelkennzeichnung vor, die neben potentiell unerwünschten Inhaltsstoffen (gesättigte Fette, Zucker, Salz) auch potentiell erwünschte Inhaltsstoffe (Vitamine, Mineralstoffe, Ballaststoffe etc.) in Lebensmitteln berücksichtigt. Zudem sieht die modifizierte Ampelkennzeichnung weitere Farbnuancen vor, die ein spezifischeres Auswerten der Ampelfarben ermöglicht.

### Sonstige Positionen

#### Lebensmittelwirtschaft
Nachdem die Einführung des Ampel-Systems auch in Deutschland ins Gespräch kam, kritisierte unter anderem die Lebensmittelindustrie das System. Eine Auflistung der enthaltenen Nährstoffe könne sie nicht ersetzen. So führt der Bund für Lebensmittelrecht und Lebensmittelkunde e. V. (BLL) – ein Interessenverband der Lebensmittelwirtschaft – eine Vielzahl von Kritikpunkten am Ampelsystem an. So seien die Kriterien der Einteilung der Ampel für den Konsumenten nicht nachvollziehbar und auch wissenschaftlich nicht begründbar. Weiterhin könne der unterschiedliche Bedarf von Menschen (z. B. altersabhängig) an Nährstoffen nicht berücksichtigt werden. Zudem hinterfragt der Verband die Umsetzung in Großbritannien.
Gründe für die Ablehnung der Industrie werden in einzelnen Medienberichten teilweise in befürchteten Umsatzeinbußen bei energiereichen Produkten gesehen.

#### Politik
Die Bundestagsfraktion Bündnis 90/Die Grünen forderte 2007 die Einführung einer Lebensmittel-Ampel.  
Im Ausschuss für Ernährung, Landwirtschaft und Verbraucherschutz des Deutschen Bundestages fand eine Abstimmung statt. Die Grünen und die Fraktion Die Linke stimmten dafür; die FDP und die Regierungsparteien (CDU/CSU und SPD) lehnten dies 2008 ab und äußerten, eine bessere Aufklärung und Erziehung zu gesunder Ernährung seien der Ampelkennzeichnung vorzuziehen.

#### Verbraucherorganisationen
Eine Verbraucherbefragung der britischen Verbraucherorganisation Which? im Sommer 2006 ergab, dass im Vergleich zu anderen Kennzeichnungsformen die Ampel von über 90 % der Befragten als leicht und schnell verständlich bewertet wurde. Das gesetzte Ziel wurde damit erreicht. In dem Zeitraum der Verwendung wurde festgestellt, dass sich das Konsumverhalten der Verbraucher und mitunter auch die Rezepturen der Hersteller änderten.
Die Verbraucherschutzorganisation Foodwatch äußerte 2008, der tatsächliche Nährwertgehalt der Produkte würde mithilfe der bislang aufgedruckten GDA-Kennzeichnung eher verschleiert als transparent gemacht. Laut einer Studie von Foodwatch ermöglicht die Ampelkennzeichnung eine deutlich einfachere Einschätzung als die GDA-Kennzeichnung. Beim Vergleich ähnlicher Produkte konnten durch die Ampelkennzeichnung deutlich mehr Studienteilnehmer die Produkte mit höherem physiologischem Brennwert identifizieren als durch die herkömmliche Kennzeichnung. Zudem wurde kritisiert, dass sich Gegner der Lebensmittelampel auf Studien berufen, die von der Lebensmittelindustrie durchgeführt bzw. finanziert wurden und deren Ergebnisse nicht der Wahrheit entsprächen. Nach einer weiteren Umfrage, die von Foodwatch in Auftrag gegeben und im Juli 2009 von Emnid durchgeführt wurde, befürworten mehr als zwei Drittel der Bundesbürger das neue System.

#### Weitere Interessenverbände
Im August 2009 forderten die gesetzlichen Krankenkassen die Bundesregierung (Kabinett Merkel I) und die für die Bereiche Gesundheit, Ernährung und Verbraucherschutz zuständigen Europa-Politiker auf, sich für die Kennzeichnung von Lebensmitteln anhand des Ampel-Systems einzusetzen. In dem offenen Brief schrieben sie unter anderem: 
„Die Intransparenz über die Zusammensetzung eines ständig wachsenden Lebensmittelangebots und die hinzukommenden irreführenden Werbeversprechen der Hersteller konterkarieren unser Engagement für einen gesunden Lebensstil.“
Im März 2010 forderten Vertreter des deutschen Berufsverbands der Kinder- und Jugendärzte sowie der Vereinigung der europäischen Kinderärzte die Einführung des Ampel-Systems. 
Sie schrieben an die Abgeordneten des EU-Parlaments unter anderem: 
„Wir bitten Sie dringend, nicht nur die Interessen der Nahrungsmittelindustrie zu unterstützen.“

## Situationen in einzelnen Ländern

### Europäische Union
Laut einem im Auftrag von Foodwatch durchgeführten Rechtsgutachten führt das Modell zur Nährwertkennzeichnung, das von der Europäischen Kommission vorgeschlagen wurde, dazu, dass kein Staat der EU das Ampelmodell vorschreiben könne.

### Großbritannien
Die Ampel wird seit 2006 in Großbritannien erprobt. Da nicht alle Hersteller an der Kennzeichnung teilnehmen, werden Aussagen über Erfolg oder Misserfolg teilweise angezweifelt.
In einer Studie der britischen Initiative „Action on Sugar“, die Februar 2016 veröffentlicht wurde, enthielten 98 % von 131 untersuchten aromatisierten Heißgetränken eine Menge Zucker, die zu einem roten Hinweis für den hohen Zuckergehalt geführt hätte. Der höchste gemessene Wert entsprach der dreifachen empfohlenen Tagesmenge Zucker für einen Erwachsenen.

### Deutschland
Die Einführung der Kennzeichnung von Lebensmitteln mit der Ampel wurde durch die Grünen im Bundestag beantragt, aber durch die Fraktionen der CDU/CSU, SPD und FDP am 6. März 2008 gemäß Empfehlung des Ausschusses für Ernährung, Landwirtschaft und Verbraucherschutz, in dem eben jene Fraktionen die Mehrheit haben, abgelehnt. Nach einem Bericht der Berliner Zeitung plante Horst Seehofer, damaliger Bundesminister für Ernährung, Landwirtschaft und Verbraucherschutz, die Ampelkennzeichnung auf freiwilliger Basis einzuführen. Dies sollte – entgegen der ursprünglichen Ablehnung – aufgrund des Wunsches der CSU und verschiedener Bundesländer geschehen.
Nach Aussage von Foodwatch sprachen sich mehr als 70 % der Direktkandidaten für die Bundestagswahl 2009 für die Einführung der Lebensmittelampel in Deutschland aus. Ca. 20 % seien gegen das Ampel-Modell, vorwiegend Mitglieder der CDU und FDP. Verbraucherschützer und Gesundheitsorganisationen forderten und unterstützten die Einführung der Lebensmittelampel und warfen der Bundesregierung Untätigkeit vor. Umfragen zufolge wünschten sich mehr als drei Viertel der Bürger, dass sich die Bundesregierung für die Einführung der Ampelkennzeichnung einsetze. Noch im März 2018 weigerte sich Ernährungsministerin Julia Klöckner die Einführung der Ampel zu unterstützen. Eine vereinfachende Ampelkennzeichnung würde nach Klöckner „Verwirrung“ bei den Verbrauchern stiften. Laut Koalitionsvertrag der CDU-SPD Regierung von Anfang 2018 sollte eine Kennzeichnung bis Sommer 2019 erarbeitet werden.
Seit November 2020 gelten Regelungen zum Nutri-Score. Die Verwendung bleibt allerdings freiwillig.

### Schweiz
Die Einführung der Kennzeichnung von Lebensmitteln mit der Ampel soll von den eidgenössischen Räten behandelt werden. Die Diskussion wurde am 22. März 2013 verschoben.
Erste Unternehmen fangen ab 2019 an ihre Lebensmittelprodukte mit der Ampel zu kennzeichnen.

### Chile
Nachdem in Chile 60 % der Bevölkerung übergewichtig waren, setzte die Regierung gegen Anfangs heftigen Widerstand der Lebensmittelindustrie verbindliche schwarz gekennzeichnete Warnhinweise auf den Verpackungen besonders salziger, fettiger oder zuckerhaltiger Lebensmittel vor. In Schulen dürfen überzuckerte Produkte nicht mehr verkauft werden und Eltern erhalten Empfehlungen für die Speisen, die sie ihren Kindern mitgeben. Bei Herstellern führte es zu Änderungen der Rezeptur einzelner Produkte. Der Preis der Lebensmittel führt insb. in geringverdienenden Bevölkerungsschichten dazu, dass die bisherigen Kaufentscheidungen beibehalten werden.

## Ähnliche Auszeichnungen
In den Mitarbeiterkantinen des Googleplex ist das für die Mitarbeiter kostenlose Lebensmittelangebot in den Farben Rot, Gelb und Grün auf Grundlage der Harvard Ernährungspyramide ausgezeichnet, um die Angestellten zu einer gesünderen Auswahl anzuleiten. Mit ausschlaggebend war die nachweisliche Gewichtszunahme neuer Googlemitarbeiter aufgrund des kostenlosen Essenangebotes. Neben dem üblichen Geschirr wurden auch kleinere Teller eingeführt. Doch erst als bekannt gemacht wurde, dass kleinere Teller zu weniger Essen verleiten, wurden die kleineren Teller häufiger genutzt.

## Rundfunkberichte
- Willi will die Ampel. YouTube-Video von foodwatch
- Maike Greine: Chile – Die strengsten Lebensmittelvorschriften, ProSieben – Galileo, Folge 256, Staffel 2018 vom 19. August 2018 (YouTube)